# 對稱

球面對稱群O

對稱是幾何形狀、系統、方程以及其他實際上或概念上之客體的一種特徵－典型地，物件的一半為其另一半的鏡射。
在數理上，如果稱一個幾何圖形或物體為對稱的話，即表示它是變形的不變量，而對稱一詞亦包含在此定義之中。若兩個物體稱為互相對稱時，即表示其中一者的形狀經幾何分割後，在不變更整體形狀的情況下，可以將分割片段重組為另一者，且反之亦然。
對稱亦可在人類與其他動物等生物體中發現（見如下之生物內的對稱）。在二維幾何中，較有趣味的幾種主要的對稱為相對於基本之歐幾里得空間等距的：平移、旋轉、鏡射及滑移鏡射。

## 對稱的數學模型
於一集合X內的所有物件上，所考量的所有對稱運算都可以模擬成一個群作用a : G × X → X，其在G內的g及在X內的x所映射出的值可以寫成g·x。若存在某些g使得g·x = y，則稱x及y為相互對稱的。對於任一個物件x，會有g·x = x的運算g可以組成一個群，其稱為此物件的對稱群，為G之子群。若x的對稱群為當然群，則x稱為不對稱的，不然即稱為對稱的。一普通的例子為，設G為一作用在一群函數x: V → W上的雙射g: V → V所組成的群，其作用為(gx)(v)=x(g−1(v))(即封閉在群作用下之此一函數的限制集合)。因此，空間之雙射所組成的群會導致一在其空間內的「物件」上之群作用。x的對稱群包含有所有可使所有V內的v，x(v)=x(g(v))的g。G為全空間都一致的物件之對稱群。某些G的子群可能不會為任何一個物件的對稱群。例如，若一包含有於V內可使得g(v)=w的v和w，則只會有常數函數x的對稱群會包含此群。但無論如何，常數函數的對稱群即為G本身。
在向量場的一修正版本內，可以有(gx)(v)=h(g,x(g−1(v)))，其中h的作用為根據g內所做的旋轉及反轉，旋轉任何一個於x內的向量及偽向量，及反轉任一向量(但無偽向量)，詳述請見物理中的對稱。x的對稱群包含有所有可使所有V內的v，x(v)=h(g,x(g(v)))的g。在此一例子中，一常數函數的對稱群可能會是G的純子群：一常數向量只對繞其方向之軸的旋轉有旋轉對稱，及只有當其為零時才有反轉對稱。
一般對於在歐幾里得空間內對稱的觀念裡，G為歐幾里得群E(n)，其為V為歐幾里得空間之等距同構的群。一物件的旋轉群為對稱群若G被侷限在direct isometries的群E+(n)之中。(更廣義的，請見下一子節)物件可以被模擬成一個函數x，其值為如顏色、密度、化學組成等性質之選擇。依據不同的選擇，可以只考量點的集合之對稱(x只是位置v的布林函數)，或是另一個極端地，右手與左手的所有構造之對稱。
對於一給定的對稱群，其為物件的部份性質，但其卻完整地定義了整個物件。根據其對稱性，考慮有著相同性質的點等價，其等價類為空間本身上的群作用之軌道。如此只需要以每一個軌道上的一點中x的值來定義整個物件。一組如此的表示即形成了一個基本域。最小的基本域沒有對稱；在此意思下，即稱其對稱性依憑在不對稱上的。
一具有某一想要的對稱之物件可以由將每一個軌道選定一單一的函數值來產生。由一給定的物件x開始，可以以下列步驟來產生：
- 在一基本域(即物件的複製)上取值。
- 在軌道上的每一點上以平均值或總和來訂每一個軌道的值。

如果想要除了對稱群之外沒有其他多餘的對稱的話，複製的物件則必須是不對稱的。
如上面所述，某些等距同構的群不會是任何物件的對稱群，除非在向量場的修正模型裡。例如，將此應用在一維的所有平移的群上。其基本域只有一點，所以不可能使其為不對稱，因此任一「圖樣」在平移下不變亦會在鏡射下為不變(此為均勻「圖樣」)。
在向量場版本裡，連續平移對稱不一定會導致鏡射對稱：函數值為常數，但若其含有非零向量，則其不會有鏡射對稱。若亦存在鏡射對稱，其常數函數值則不含有非零向量，但還是有可能含有非零偽向量。一個相對應的三維例子為一無限長的圓柱體，其中有一垂直著軸的電流；其磁場(一偽向量)在圓柱體軸的方向，常數但非零。對於向量(尤其是電流密度)，其對稱性有在垂直著圓柱體的平面之對稱及圓柱對稱。沒有經由圓柱軸的鏡面之圓柱對稱只在向量版本的對稱概念中有可能。一個相似的例子為繞其軸旋轉的圓柱體，其中磁場及電流密度分別被角動量和速度替代。
一對稱群若被稱做其傳遞地作用在一物件之重複現象上，即表示對每一對現象的出現，存在一對稱運算可將其中一個映射至另一個上。例如，在一維裡，{...,1,2,5,6,9,10,13,14,...}的對稱群傳遞地作用在所有的點上，而{...,1,2,3,5,6,7,9,10,11,13,14,15,...}的則不傳遞地作用在每一點上。等價地是，第一個集合只有一個共軛類，而第二個集合則有兩個共軛類。

### 非等距對稱
如上面所述，G(空間本身的對稱群)可能異於歐幾里得群－等距同構的群。
例子：
- G為一相似變換的群，即一具有正交矩陣的純量積之矩陣A的仿射變換。因此，擴張被加了上來，自相似被認為是對稱。
- G為一具有其行列式為1或-1的矩陣A之仿射變換，即其面積不變之變換；此一增加了傾斜的鏡射對稱。
- G是所有雙射仿射變換所組成的群。
- 在反演幾何裡，G包含有點對稱。
- 更一般地，一個對合即定義了一個對應於此對合的對稱。

### 鏡射對稱
鏡射對稱，或稱鏡面對稱，為一相對於鏡射的對稱性。
在二維裡有一對稱的軸，而在三維裡則有一對稱的平面。一物件或像貌和其變換的像為不可分時，即稱此為鏡面對稱的。
二維物件的對稱軸是一條線，因此又稱軸對稱或線對稱。任何落在同一條和對稱軸垂直的線，且距對稱軸有同樣距離的兩點，都會是相等的。另一種思考的方式為，若沿著軸將整個二維物件對折，則其兩個一半將完全吻合在一起：這兩個一半分別是其另一個的鏡像。所以正方形有四個對稱軸，因為有四種不同的方式可以將其邊角吻合地對折起來。一個圓有無限多個對稱軸，也是基於同一個理由。
若字母T沿著一垂直軸鏡射，其樣子會是一樣的。注意這有時稱做水平對稱，有時又稱做垂直對稱。故最好使用一個不模稜的說法，即「T有一垂直對稱軸」。
具有對稱性的三角形為等腰三角形，具有對稱性的四方形為鳶形和等腰梯形。
對鏡射的線或平面而言，其對稱群是同構於Cs的(見三維空間的點群)，三種order two的其中一種，因此代數地為C2。其基本域為半平面或半空間。
兩側對稱動物(包括人類)或多或少都有著對矢狀切面的對稱。
在某些文章中，鏡射對稱是指旋轉對稱而鏡面對稱則等價於反演對稱；在當代物理中的此類文章中，P-對稱此一名詞被使用在兩種意義上(P指parity(對偶))。
對於更廣泛種類的鏡射，存在著相對應的更廣泛種類的鏡射對稱。例如：
- 對應於非等距同構仿射對合(一在線和平面上等的斜鏡射)。
- 對應於圓反演。

### 旋轉對稱
旋轉對稱是對應於m維歐幾里得空間內某些或所有旋轉的對稱。旋轉為一直接等距同構，即保持定向的等距同構。因此，旋轉對稱的對稱群為E+(m)的子群。(見歐幾里得群)
繞所有點的所有旋轉的對稱表示著對應著所有平移的平移對稱，且其對稱群為整個E+(m)。這不可以應用在物件上，因為它讓整個空間變均勻，但它可能可以應用在物理定律上。
對於繞一點旋轉的對稱，可以將此點取為原點。這些旋轉形成了特殊正交群SO(m)，行列式為1的m×m正交矩陣所組成的群。m=3時，其為旋轉群。
在此字的另一個意思裡，一物件的旋轉群是E+(n)內的對稱群；換句話說，是全對稱群與直接等距同構群的交集。對於手徵物件而言，這和全對稱群是一樣的。
一物理定律若是SO(3)-不變的，即表示它們不會因在空間的方向不同而有不同。根據諾特定理，一物理系統的旋轉對稱是等價於角動量守恆定律。詳見旋轉不變性。

### 平移對稱
平移對稱是指一物件在平移Ta(p) = p + a的離散或連續群之下為不變的。

### 滑移鏡射對稱
滑移鏡射對稱指對一線或一面做鏡射加上沿著此線或此面做平移後會有同樣的物件的對稱。它意味著具有兩倍平移向量的平移對稱性。
其對稱群和Z同構。

### 旋鏡射對稱
在三維裡，旋鏡射或稱不純旋轉在直觀上是指繞一軸旋轉再加上垂直於此軸的平面之鏡射。對應於旋鏡射的對稱群可以被區分成：
- 旋轉角度和360度無公因數，其對稱群為不離散的。

### 對稱與碎形
碎形(通常)是一種在不同尺度上看起來都一樣的形狀。另一種說法是其在尺度轉換下是對稱的。此一對稱是其美學展現的立基之處。

### 相似對相同
儘管兩個物件有著極大的相似度而使其看起來是相同的，但它們在邏輯上必須是不同的。例如，若繞一等腰三角形之中心旋轉120度，則它會和旋轉前看起來是一樣的。在理論歐幾里得空間內，如此的旋轉和其原本的形式是不可分的。但在真實的世界裡，任一由物質所組成的等腰三角形之任一角都必須有著不同的分子在不同的位置上。因此，現實物理世界上的物件之對稱是一樣相似，而非相同。一個智力要能去區分如此看似精確的相似之困難度是可想而知的。

### 更多在幾何上的對稱
德國幾何學家菲利克斯·克萊因在1872年發表了一個非常有影響力的愛爾蘭根綱領，猜測對稱會是幾何學中統合且organising的原理。這是一個廣泛大於深奧的原理。一開始，它使人對和幾何有關的群和變換幾何這個術語感到興趣(以新數學的觀點來看，但在現今的數學實作中則很難會產生爭議)。到了現在，它已經以各種不同的形式被應用著，有如各種問題的標準切入點。
在碎形裡，有著如本華·曼德博所述的有關大小的對稱性。例如，一個等腰三角形可以將其每一邊縮短原邊長的三分之一而縮小。此一較小的三角形可以旋轉及平移，直到它們和原三角形的邊長相黏，且分別在原三角形的各邊的中心。重複其步驟，使更小的三角形黏在最小的三角形中。奇妙的複雜結構便可以經由重複此一尺度對稱運算許多次後被創造出來。
若一結構有一對稱面，則對於每一此結構的部份，有著兩種可能性：
- 此一部份有著其自己的對稱面(相同一面)。
- 它有一個鏡像物。

### 邏輯中的對稱
一二元關係R是對稱的若且唯若當Rab為真時，Rba也必為真。因此，「…的年齡和…一樣」是對稱的，因為若小黃的年齡和老王一樣，則老王的年齡和小黃一樣。
對稱的二元邏輯運算符有邏輯與(∧, {\displaystyle \land }, or &)、邏輯或(∨)、雙條件(若且唯若)(↔)、NAND、XOR和NOR。

## 藝術和工藝的對稱
- 近似對稱：運用相似的形，放在希望平衡的中心四周。運用形的變化，使其產生一種均衡關係的感覺，以免視覺上過於單調。[1]
- 軸對稱：構圖元件在中央軸任何一邊的平衡排列。[2]
- 輻射狀對稱：從中心點往至少三方發散出去，視覺強度與特性相似的形式排列。[3]

對稱可以在藝術和工藝廣泛的各領域中找到其各種應用。

### 陶器
古代中國使用的對稱格局的青銅鑄件自公元前17世紀青銅器展出雙邊主序和重複翻譯界的設計。波斯陶器歷史可以追溯到公元前6000採用對稱的曲折，立方體，和跨畫剖面線。
Links:
- Chinavoc: The Art of Chinese Bronzes
- Grant: Iranian Pottery in the Oriental Institute
- The Metropolitan Museum of Art - Islamic Art （页面存档备份，存于）

### 被褥
隨著棉被是由方形區塊（通常是9 ， 16 ，或25件，以塊）與每個小片通常組成的三角結構，工藝本身容易的應用對稱性。
Links:
- Quate: Exploring Geometry Through Quilts
- Quilt Geometry （页面存档备份，存于）

### 地毯
悠久的傳統使用的地毯對稱格局涵蓋了各種文化。美國的納瓦霍印第安人使用的大膽對角線和矩形圖案。許多東方地毯已錯綜複雜的反映中心和邊界，把一種模式。不足為奇的最地毯使用四邊形對稱-一個主題既反映了各地的橫向和縱向軸線。 
Links:
- Mallet: Tribal Oriental Rugs
- Dilucchio: Navajo Rugs

### 音樂

#### 類型
對稱性已被用作一個正式的形式典範，許多作曲家如史蒂夫帝國，巴爾托克，詹姆斯坦尼所使用的拱橋形式ABCBA ）在古典音樂，巴赫使用了對稱的概念，置換上下聲部；見(外部連結 "賦格曲第21號," pdf 或Shockwave)，倒轉卡農曲。

#### 音高結構
上行音階與下行音階就是最簡單的對稱結構。

#### 等價
音列的逆行，屬於橫向對稱；音類集和弦的轉位，屬於垂直對稱。另，請參見不對稱的節奏。

### 其他手工藝

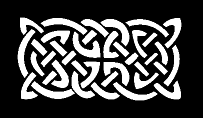
凱爾特編織物

對稱的觀念被應用在所有有關形狀及大小的物件之設計上，在珠飾、家具、沙畫、編織、面具及樂器等設計上都可以找到有關對稱的觀念存在著。

## 社会学中的对称
人们观察到在各种环境中的社会交往的对称性，通常包括不对称的平衡。包括对互惠，共情，同情，道歉，对话，尊重，正义和报复的评价。反思平衡是通过在一般原则和具体判断之间进行协商相互调整可以实现的平衡。对称交互发送的道德信息是“我们都一样”，而不对称的交互可能发送的消息是“我是特别的，比你更好”。同行评审，例如可以由黄金法则支配，基于对称性，而权力关系则基于不对称性。对称关系在一定程度上可以通过在对称游戏中看到的简单（博弈）策略来维持，例如以牙還牙。

## 通訊中的對稱
某些通訊服務(尤其是資料傳輸)可能會提到是對稱的或不對稱的。這是指其資料傳送出去和接收進來的頻寬是否相同。大部份網際網路所提供的服務為不對稱的：由主機傳出的資料一般會遠小於主機所接收的資料。

## 心理上的對稱
- 以直報直
- 互惠性
- 恕道
- 移情與同情
- 反思平衡

## 另見
- 对称 (数学)
- 對稱群
- 不對稱
- 手徵性
- 歐幾里得空間等距群的不動點（英语：Fixed points of isometry groups in Euclidean space）-對稱的核心
- 自發性對稱破壞
- 哥德爾、埃舍爾、巴赫
- 毛瑞特斯·柯奈利斯·艾雪
- 壁紙群（英语：Wallpaper group）
- 密鋪平面
- 不對稱節奏
- 奇函數與偶函數
- 動態對稱
- Polyomino
- Polyiamond
- 伯恩赛德引理
- 時空對稱（英语：Spacetime symmetries）
- 半度量空間（有時會在俄文中被翻成對稱）

## 外部連結
1. ↑  藝術與建築索引典－近似對稱[永久]於2011年3月9日查閱
2. ↑  藝術與建築索引典－軸對稱[永久]於2011年3月9日查閱
3. ↑  藝術與建築索引典－輻射狀對稱[永久]於2011年3月9日查閱

- 第四號弦樂四重奏(1928)第一樂章的分析 ，由Andrew Kuster所著。
- Skaalid的設計定律 （页面存档备份，存于）
- Mathforum: Symmetry/Tesselations （页面存档备份，存于）
- Calotta: A World of Symmetry
- Dutch: Symmetry Around a Point in the Plane
- Sanders: Transformations and Symmetry
- Saw: Design Notes （页面存档备份，存于）
- Chapman: Aesthetics of Symmetry
- Abas: The Wonder Of Symmetry
- ISIS Symmetry
- Symmetry and Asymmetry at The Dictionary of the History of Ideas
- Examples of asymmetry in musical waveforms
- Symmetry （页面存档备份，存于）
- Binary Symmetric Book （页面存档备份，存于）